# Linea Aŭtazavodskaja
La linea Aŭtazavodskaja (letteralmente: «linea della fabbrica di automobili»; in bielorusso Аўтазаводская лінія?, Aŭtazavodskaja linija; in russo Автозаводская линия?, Avtozavodskaja linija) è una delle due linee della metropolitana di Minsk.